# Lađevačko Selište
Lađevačko Selište es una localidad de Croacia en el ejido de la ciudad de  Slunj, condado de Karlovac.

## Geografía
Se encuentra a una altitud de 300 m s. n. m. a 110 km de la capital nacional, Zagreb.

## Demografía
En el censo 2011, el total de población de la localidad fue de 11 habitantes.
| Gráfica de población de Lađevačko Selište 1857-2011                 |
|                                                                     |
| Según los censos de población de la oficina estadística de Croacia. |